# Freilla rufipuncta
Freilla rufipuncta är en fjärilsart som beskrevs av George Francis Hampson 1926. Freilla rufipuncta ingår i släktet Freilla och familjen nattflyn. Inga underarter finns listade i Catalogue of Life.